# Epacris apsleyensis
Epacris apsleyensis är en ljungväxtart som beskrevs av R.K. Crowden. Epacris apsleyensis ingår i släktet Epacris och familjen ljungväxter. Inga underarter finns listade i Catalogue of Life.